# Éditions Didier Carpentier
Les éditions Didier Carpentier sont une maison d'édition créée en 1993 par Didier Carpentier né le 6 juin 1949, président jusqu'en 2012, poste occupé par Catherine Tissier (1968-) en 2025.
Les ouvrages édités par cette maison et couvrant plusieurs domaines, dont le cinéma, restent disponibles à la vente,,,.